# Religionsgeographie
Die Religionsgeographie ist ein Teilgebiet der Humangeographie und der Religionswissenschaft. Sie untersucht die Zusammenhänge zwischen Religion und geographischen Regionen.
In der Religionsgeographie spielt zum einen die Frage eine Rolle, wie sich religiöse Zugehörigkeiten auf die regionale Struktur – etwa Architektur, Infrastruktur oder Wirtschaft – auswirken. Ein typisches Forschungsbeispiel für ein derartiges Thema betrifft den Einfluss des Pilgertums auf eine Region. Ein anderes Thema sind die Auswirkungen einer Mission auf eine Region. Mit dem Wechsel der Konfession verändert sich oft auch die regionale Struktur erheblich.
Zum anderen wird in der Religionsgeographie erforscht, wie religiöse Strukturen von geographischen Besonderheiten abhängen. Hier spielen Fragen der folgenden Art eine Rolle: In welchen geographischen Verhältnissen halten sich religiöse Minderheiten? Wie wirken sich städtische und ländliche Strukturen auf religiöse Gemeinschaften aus? In welchem Maße fungieren geographische Schranken (Gebirge, Gewässer) auch als religiöse Schranken?
Religionsgeographie kann allgemein als Wissenschaft von den räumlichen Ausprägungen der religiösen Kulturleistungen definiert werden.